# Secretário da Força Aérea dos Estados Unidos
O Secretário da Força Aérea (SECAF ou SAF/OS) é o chefe do Departamento da Força Aérea, um componente organizacional dentro do Departamento de Defesa. O Secretário da Força Aérea é nomeado em sua vida civil pelo Presidente dos Estados Unidos, por e com o conselho e consentimento do Senado. O Secretário reporta-se ao Secretário de Defesa ou ao Secretário Adjunto de Defesa, e é por lei responsável e tem a autoridade para conduzir todos os assuntos do Departamento da Força Aérea.
O Secretário trabalha em estreita colaboração com o seu seu vice-civil, o Subsecretário da Força Aérea, e seu vice-militar, o Chefe do Estado Maior da Força Aérea, que é o oficial sênior de hierarquia uniformizado na Força Aérea dos Estados Unidos.
O primeiro Secretário da Força Aérea, Stuart Symington, foi empossado em 18 de setembro de 1947, sob a reorganização das Forças Aéreas do Exército em um departamento militar e um serviço militar próprio, independente do Departamento de Guerra/ Exército, com a promulgação do Ato de Segurança Nacional.